# Libreboot
Libreboot je projekt mající za cíl vytvořit svobodný firmware nahrazující  proprietární BIOSy v běžných osobních počítačích. Je napsaný především v jazyce C s malými částmi v jazyce symbolických adres, distribuovaný pod licencí GNU GPL a dostupný pro platformy IA-32, x86-64 a ARMv7, přičemž ovšem fakticky je odladněný jen na malém množství základních desek, zejména na několika noteboocích řady ThinkPad, na některých Chromeboocích a MacBoocích. Přestože BIOSy mohou teoreticky zavádět různé operační systémy, Libreboot se soustředí na přípravu systému pro start Linuxu.
Vznikl oddělením od projektu coreboot jako jeho varianta bez binárních blobů, nejedná se tedy o nástupnický nebo konkurenční fork, ale o paralelní projekt s trochu jiným zaměřením. Projekt má podporu Free Software Foundation a od 14. května 2016 je oficiální součástí projektu GNU.